# Mijaíl Tujachevski
Mijaíl Nikoláievich Tujachevski (en ruso: Михаи́л Никола́евич Тухаче́вский; 4 de febrerojul./ 16 de febrero de 1893greg.Aleksándrovskoie, gobernación de Smolensk, Imperio ruso - 12 de junio de 1937, Moscú, Unión Soviética) fue un líder militar soviético, dirigente del Ejército Rojo durante la Guerra Civil, teórico militar y Mariscal de la Unión Soviética. Creó la teoría de las operaciones en profundidad, que precedió a la blitzkrieg. También fue uno de los acusados más destacados de la Gran Purga de finales de la década de 1930, aunque sus teorías fueron retomadas por Gueorgui Zhúkov en la segunda fase de la Gran Guerra Patria.

## Biografía

### Estudios y Primera Guerra Mundial
Tujachevski proviene de una familia paterna nobiliaria empobrecida de Smolensk, su padre Nikolái Nikoláievich Tujachevski (1866-1914), y de madre, Mavra Petrovna Milojova (1869-1941), campesina. El origen del apellido Tujachevski no se ha determinado de manera fiable. El biógrafo B. V. Sokolov afirma que el origen de la familia, de un grupo de supuestos descendientes de Indris) está envuelto en leyendas no menos que la muerte de M. Tujachevski.
Los años de infancia los pasó en la aldea de Vrázhskoie, en el uyezd de Chembarsk de la gobernación de Penza, y en Penza. En 1904-1909, estudió en el gimnasio de Penza, y se graduaría en el Cuerpo de Cadetes de la Emperatriz Catalina II de Moscú, que preparaba a los jóvenes para el rango de Oficial. Entró en el Ejército Imperial Ruso en 1912.
Después de graduarse del cuerpo de cadetes, ingresó en la Escuela Militar Aleksándrovskoie, de la que se graduó en 1914, estando entre los tres primeros en cuanto a rendimiento académico. Al finalizar su entrenamiento, eligió servir en el Regimiento Semiónovski de la Guardia Leib. Después de pasar por los procedimientos necesarios (obteniendo el consentimiento de los oficiales del regimiento), en julio de 1914, el feldwebel (suboficial) del Regimiento Semiónovski Tujachevski fue nombrado podporúchik.
Con el estallido de la Primera Guerra Mundial, participó en batallas contra los austríacos y alemanes como parte de la 1.ª División de la Guardia de Infantería en el Frente Occidental. Participó en las operaciones militares de Lublin, Ivángorod y Lomzha, y fue herido en batalla. Por su heroísmo, recibió 5 condecoraciones de varios grados. En una batalla el 19 de febrero de 1915, en los aledaños del pueblo de Piaseczno, cerca de Lomzha, su compañía fue rodeada. Por la noche, los alemanes rodearon las posiciones de la sexta compañía y la destruyeron casi por completo. El comandante de la compañía, el capitán Feodosi Veselago murió en la feroz batalla. Tujachevski no resultó herido, pero fue capturado. Después de cuatro intentos fallidos de escapar del cautiverio, fue enviado a un campo para fugitivos en Ingolstadt, donde conoció a Charles de Gaulle. En septiembre de 1917, lanzó su quinto tentativo de fuga, con éxito, y el 18 de septiembre logró cruzar la frontera hacia Suiza. En octubre de 1917, regresó a Rusia a través de Francia, Inglaterra, Noruega y Suecia, y se alistó nuevamente en el Regimiento Semiónovski de la Guardia Leib, como comandante de la compañía.

## Guerra Civil en Rusia (1918-1920)

### Operación Simbirsk y Syzran-Samara (agosto - octubre de 1918)
Tujachevski se unió voluntariamente al Ejército Rojo en marzo de 1918, donde trabajó en el Departamento Militar del Comité Ejecutivo Central Panruso y se uniría al PCR (b) a principios de la primavera de 1918, siendo nombrado comisario militar del Distrito Militar de Moscú.
En junio de 1918, fue nombrado comandante del recién creado 1.º Ejército del Frente Oriental. Casi le disparan durante el motín de julio, instigado por el Comandante desertor del Frente Oriental, Mijaíl Muraviov. En agosto de 1918, estaba dirigiendo el 1.º Ejército de la RSFS de Rusia, que hizo un intento de tomar Simbirsk, ocupada por los Ejércitos Blancos, y en una feroz batalla en las afueras de la ciudad fue derrotado por unidades del coronel del Estado Mayor, Vladímir Kápel. Como resultado, el 1.º Ejército se vio obligado a retirarse 80 millas al oeste de Simbirsk. A principios de septiembre, preparó y llevó a cabo una exitosa operación para capturar Simbirsk, en la que mostró sus cualidades de liderazgo.
La operación de Simbirsk fue parte de la ofensiva general del Frente Oriental en 1918-1919 por el Ejército Rojo, que comenzó después del inicio de la operación de Kazán, que tenía como objetivo capturar Kazán. Vladímir Kápel regresará de Kazán hacia Simbirsk, donde se encontraba el 1.º Ejército Rojo. Fue rechazado en el Volga, Kápel no pudo liberar Simbirsk, y el acercamiento del grupo de la orilla derecha del 5.º Ejército y la flotilla militar del Ejército Rojo del Volga permitió a los rojos cruzar el Volga y pasar a la ofensiva.
Los historiadores militares señalan «un plan de operación profundamente pensado, una concentración audaz y rápida de las principales fuerzas del Ejército en una dirección decisiva. Le entrega las tareas oportunamente a las tropas, así dirige acciones decisivas, hábiles y proactivas». Como en las operaciones posteriores del ejército y del frente, Tujachevski demostró «un hábil uso de formas de maniobra decisivas durante la operación, coraje y rapidez de las acciones, una correcta elección de la dirección del ataque principal y la concentración de fuerzas y medios superiores sobre él».
Con la finalización de la operación Simbirsk se desplegó la operación Syzran-Samara, en la que participó el Primer Ejército de Tujachevski, que tomó Samara.

### Campaña sobre el Río Don (enero - marzo de 1919)
En diciembre de 1918, Lenin definió como la dirección principal de la guerra el Sur, y Tujachevski fue nombrado Subcomandante del Frente Sur. Había sido el Comandante del Primer Ejército hasta el 4 de enero, dirigiendo activamente la ofensiva hacia el Sur, y desde el 24 de enero de 1919 fue también nombrado Comandante del 8.º Ejército de la RSFS de Rusia. Las tropas del Frente Sur del Ejército Rojo avanzaron hasta la línea de los ríos Don y Mánych, pero el Ejército Blanco del Don no fue derrotado. Algunos creen que fue el resultado de los desacuerdos entre el Comandante en Jefe Jukums Vācietis y el Comandante Tujachevski por un lado, y el Comandante de Frente Vladímir Guittis y los comisarios políticos Andréi Kolegáyev, Grigori Sokólnikov e Iósif Jodorovski, por el otro. Tujachevski dejó el puesto de comandante del 8. ° Ejército el 15 de marzo de 1919.

### Ofensiva de Kolchak: Respuesta del 5.º Ejército Rojo (abril - noviembre 1919)
Desde marzo de 1919, el Ejército Blanco del Almirante Kolchak lanzó una ofensiva en el este . El Ejército del General Janzhín derrotó al 5.º Ejército Rojo y atravesó el centro del frente oriental. El Comisario del Pueblo para los asuntos Militares, Lev Trotski, entregaría a Tujachevski la comandancia del 5.º Ejército el 5 de abril. Los jefes de las divisiones de fusileros del Ejército eran Vasili Chapáyev (25.ª División de Fusileros) y Génrij Eije (26.ª División de Fusileros).
Como parte de la contraofensiva general del Frente del Este, el 5.º Ejército pasó de la retirada a la ofensiva, llevó a cabo la operación de Buguruslán junto con el Ejército Turkestán, venciendo al Ejército del General Voitsejovski. Posteriormente, el 5° Ejército apoyó la operación de Belebey del Ejército de Turkestán y la operación Sarapulo-Vótkinsk del 2° Ejército. En junio, el 5.º Ejército lleva a cabo la operación de Birsk contra las fuerzas blancas, superiores en número, asegurando la salida del Ejército Rojo a los Urales del Sur.
A finales de junio y principios de julio, se ordenó al 5.º Ejército que llevara a cabo el golpe principal en la ofensiva del Frente Oriental. Tujachevski llevó a cabo la operación de Zlatoúst, y como resultado se frustraron los intentos del Ejército occidental de los blancos de afianzarse a lo largo de la cordillera de los Urales. El historiador militar Nikolái Kakurin llama la atención sobre la hábil contabilización y uso de las condiciones locales y la audaz y original agrupación de fuerzas por parte del mando del 5.º Ejército para construir un plan de operaciones. La operación se basó en la sorpresa, todos los documentos fueron elaborados personalmente por el Comandante del ejército y fueron comunicados al personal del cuartel general solo en lo que les concernía directamente. Durante la operación, la 26.ª División de Infantería, después de una rápida marcha por el valle de Yuriuzán, cerca de la aldea de Nasibash, fue sitiada y durante 3 días se vio obligada a defender en su posición. La amenaza fue neutralizada con la 27.ª División de Fusileros. Como resultado de dos semanas de lucha, Zlatoúst fue tomado. El 5.º Ejército hizo tres mil prisioneros mientras que sus pérdidas ascendieron a unas 200 muertes, heridos y desaparecidos.
Luego llevó a cabo la operación de Cheliábinsk . En el curso de su implementación, el comando Blanco decidió retirarse para atraer al 5.º Ejército al cerco y derrotarlo. Se crearon grupos de choque como parte del Ejército Blanco Occidental bajo el mando de Voitsejovski y Kápel. El 24 de julio, la 27.ª División de Fusileros del 5° Ejército tomó Cheliábinsk. y el comando blanco comenzó a ejecutar su plan. Las unidades de Voitsejovski y Kápel rodearon Cheliábinsk, aunque los rojos lograron mantenerse en Cheliábinsk movilizando a los trabajadores locales. La situación se solucionaría con la movilización de las unidades del 5.º SD y 35.º SD del 5.º Ejército y el ataque del 21.er SD del 3.er Ejército, dirigido por el Comandante del Frente Oriental del Ejército Rojo, Mijaíl Frunze. Como resultado, las tropas blancas fueron derrotadas, y por esta operación Tujachevski recibió la Orden de la Bandera Roja.
Tras ello, el Frente Oriental del 5.º Ejército de Tujachevski y el 3.º Ejército comenzaron la operación de Petropávlovsk. Inicialmente, las tropas del 5.º Ejército cruzaron el río Tobol y en 10 días avanzaron 130–180 km, pero las fuerzas blancas lanzaron una contraofensiva y trataron de rodear al 5.º Ejército, que se vio obligado a retroceder. Sólo después de reponer las tropas pudieron los rojos reanudar la ofensiva y tomar Petropávlovsk. Después de ello, la ofensiva adquirió el carácter de una verdadera persecución, y fue llevada a cabo por las fuerzas de vanguardia de la caballería y la infantería, transportadas en trineo. Kolchak abandonó la defensa de Omsk y evacuó sus tropas hacia el este. Como resultado, durante la operación de Omsk del Ejército Rojo, la guarnición 30 000 soldados blancos, posicionada Omsk, capituló la ciudad el 15 de noviembre a la 27 División de Infantería, que marchó 100 km sin pelear. Por la victoria definitiva sobre Kolchak, Tujachevski recibió el Arma revolucionaria de honor. Estuvo al mando del V Ejército hasta el 27 de noviembre de 1919.

### Ofensiva de Denikin y el Frente del Cáucaso (febrero - marzo de 1920)

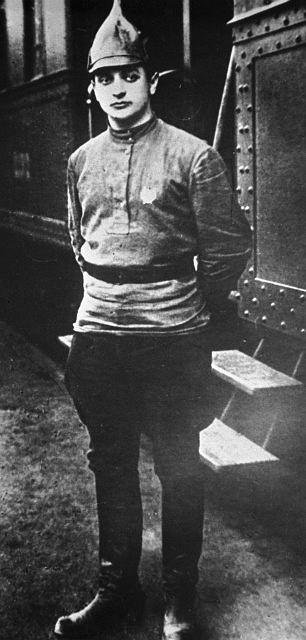
Mijaíl Tujachevski en 1920

El 4 de febrero de 1920, Tujachevski fue nombrado comandante del Frente del Cáucaso, creado específicamente para derrotar al Ejército Blanco de Voluntarios del General Denikin y capturar el norte del Cáucaso antes de que comenzase la Guerra polaco-soviética. Cuando se nombró a Tujachevski, las tropas del Frente Caucásico ya habían llevado a cabo la operación Don-Mánych , cuyas tareas no se completaron, pero las tropas tomaron posiciones para la siguiente etapa de la operación.
En primera línea, los rojos fueron ligeramente inferiores a los blancos en fuerza y recursos, por lo tanto, a la hora de planificar la operación de Tijoretsk, las tropas fueron arengadas en la dirección de la ofensiva. Una característica de la planificación de la operación fue la planificación de una serie de ataques sucesivos, coordinados en términos de objetivo, lugar y tiempo. A su vez, el general Denikin también estaba preparando una ofensiva con el objetivo de capturar Rostov y Novocherkask. Inicialmente, las tropas del Frente Caucásico pasaron a la ofensiva sin esperar la concentración de fuerzas con el Primer Ejército de Caballería. Las tropas que habían ocupado el puente del río Mánych fueron rechazadas por el Ejército Blanco, y la ofensiva del Cuerpo de Voluntarios el 20 de febrero supuso la captura de Rostov y Najicheván. Según Denikin, «provocó una explosión de esperanzas exageradas en Yekaterinodar y Novorosíisk». Después de que el Grupo de Choque del 10.º Ejército rompiera las defensas blancas, el Comandante del Frente del Cáucaso ordenó al 1.º Ejército de Caballería que entrara en la brecha para desarrollar el éxito en Tijorétskaya. El 1 de marzo, el Cuerpo de Voluntarios abandonó Rostov y los ejércitos blancos comenzaron a retirarse hacia el río Kubán.
El éxito de la operación de Tijoretsk hizo posible su mutación en la operación Kubán-Novorosíisk, durante la que el 17 de marzo el 9 ° Ejército del Frente Caucásico, bajo el mando de Ieronim Uborévich, capturó Yekaterinodar y el 27 de marzo capturó Novorosíisk. Según Denikin, «el resultado principal de la operación ofensiva del Cáucaso Norte fue la derrota final del principal grupo de las Fuerzas Armadas del Sur [...] la formación estatal del sur colapsó».
El 26 de marzo, el Consejo Militar Revolucionario señaló que «el Frente Occidental es actualmente el frente más importante de la República», y ya el 20 de marzo de 1920 el Comandante en Jefe, Serguéi Kámenev, informó a Lenin de que tenía previsto nombrar a Tujachevski como Comandante del Frente Occidental, ya que «llevó a cabo las últimas operaciones para derrotar a los ejércitos del general Denikin con habilidad y decisión».

## Guerra revolucionaria Polaco-Soviética (1920)

### El Frente Occidental y la Ofensiva de Varsovia (abril - marzo de 1920)
Artículo principal: Guerra soviético-polaca
El 25 de abril de 1920, desde el Frente Sureste, Polonia lanzó una ofensiva en Ucrania contra el Frente sudoeste soviético, donde dirigía el Ejército el comandante Aleksandr Yegórov, miembro del Consejo Militar Revolucionario. El 6 de mayo, los polacos ocuparon Kiev. El 28 de abril, el Alto Mando del Ejército Rojo programó la ofensiva del Frente Occidental para el 14 de mayo con la finalidad de brindarle una asistencia inmediata al Frente Sudoeste en retirada. Tujachevski asumió el mando del Frente Occidental el 29 de abril. Durante la ofensiva contra el Frente Nororiental de Polonia, el 15° Ejército Rojo de Avgust Kork desde el flanco derecho ocupó Smolensk, al sur de Pólatsk. Sin embargo, debido a la falta de fuerzas de reserva, este éxito inicial no se pudo desarrollar más. En el centro del flanco, el 16.º Ejército cruzó el río Berézina, pero el 27 de mayo, un contraataque polaco lo obligó a retirarse. El resultado fallido de la operación de mayo causado por una subestimación de las fuerzas enemigas, que concentraron grandes fuerzas para preparar su ofensiva contra el Frente Occidental. Al mismo tiempo, la ofensiva del Frente Occidental obligó al mando polaco a transferir dos Divisiones y media de su Frente Suroriental, debilitando así la ofensiva polaca en Ucrania.
Como resultado de la contraofensiva del Frente Suroeste, que comenzó el 26 de mayo, los ejércitos polacos se retiraron prácticamente a su posición original previa a la ofensiva de abril, pero además con una parte de las fuerzas de Bielorrusia transferidas a Ucrania. Teniendo esto en cuenta, Tujachevski decidió dar el primer golpe, en la operación de julio, con el máximo de las fuerzas posibles. El 4 de julio, el Frente Occidental pasó a la ofensiva. En el flanco derecho, el 4° Ejército rompió las defensas polacas y el 3° Cuerpo de Caballería de Hayk Bzhishkián junto al comisario A. M. Postnov, se introdujo en el avance, creando una amenaza al rodear el Primer Ejército polaco. El 11 de julio, unidades del 16.º Ejército Rojo tomaron Minsk, y desde el 12 de julio todos los ejércitos del frente se empeñaron en perseguir al enemigo en retirada; Vilna, Grodno, Baránovichi y Pinsk fueron tomadas. Durante la operación de julio del Frente Occidental, las principales fuerzas del frente nororiental polaco sufrieron una fuerte derrota. A su vez, el Frente del Suroeste derrotó en julio al Frente Sudeste de Polonia, y sus ejércitos ocuparon Ucrania Occidental.
La exitosa ofensiva generó las expectativas en el Comité Central del PCR (b) de una posible derrota completa de Polonia. El Comandante en jefe, Serguéi Kámenev, ordena que el Frente Occidental se lance a la captura de Varsovia, a más tardar para el 12 de agosto. Al mismo tiempo, bajo solicitud del Frente Suroccidental, el Comandante en Jefe planifica el golpe principal de Brest-Litovsk pasando por Lvov. Es decir, se suponía que los frentes avanzarían en direcciones divergentes. Al planificar la operación de Varsovia, Tujachevski abandonó la posibilidad del ataque frontal. Suponiendo que las principales fuerzas polacas se estaban retirando hacia el norte de la capital, organizó el golpe principal en esta dirección para derrotar al enemigo al noroeste de Varsovia. Pero al mismo tiempo, contaba con el flanco izquierdo mal cubierto.
La decisión sobre la ofensiva se tomó el 8 de agosto. Tujachevski propuso crear un centro operacional temporal para controlar el 1° Ejército de Caballería y el 12° Ejército, subordinados y transferidos al Frente Suroccidental por decisión del Politburó el 2 de agosto. Estas tropas, así como el 14.º Ejército, estaban destinadas a reforzar al débil Grupo Mozyr y al 16.º Ejército, dirigidos al sur de Varsovia, con el objetivo de rodear la capital polaca desde el sur. El 11 de agosto, se decidió un cambio inmediato de la dirección de estos ejércitos de Lvov a Lublin. El comando del Frente Suroeste declaró que no pudo familiarizarse con la directiva hasta el 13 de agosto, debido a distorsiones en el cifrado, y el 14 de agosto el Comandante en Jefe Serguéi Kámenev exige que las tropas retornen de inmediato. El Frente Suroeste responde que ya están involucrados en batallas cerca de Lvov, y que es imposible desviarlos hacia el norte. En sus memorias, Semión Budionni señalaría que el Primer Ejército de Caballería, en ese momento, avanzaba hacia Lvov y solo participaba en batallas con las retaguardias del enemigo en retirada. La orden de virar hacia el norte fue obedecida por el 1.º de Caballería sólo el 21 de agosto, y el 12.º Ejército no la cumplió en absoluto. En ese momento, el mariscal Pilsudski, que había lanzado una ofensiva el 16 de agosto contra el flanco izquierdo de la División Polar, y el empalme entre la División Polar y la División Suroeste, ya estaba llegando a la línea Ostrolenka-Lomzha-Bialystok.
El mariscal Pilsudski preparó una contraofensiva polaca desde la línea del río Vepsh, donde concentró las fuerzas de ataque. La decisión de lanzar una contraofensiva se tomó el 6 de agosto. El 8 de agosto, el 3.er Ejército polaco se retiró de Lvov. El 14 de agosto, el 5° Ejército del general Sikorski (futuro primer ministro) lanzó un contraataque contra el 4° Ejército del Frente Occidental y lo derrotó. El 16 de agosto, el Frente Central lanzó una contraofensiva contra el flanco izquierdo del Frente Occidental, y el primer día derrotó al grupo Mozyr que lo cubría, que ni siquiera tuvo tiempo de informar al cuartel general del frente de la ofensiva polaca. 17 de agosto, Tujachevski ordenó a sus ejércitos del norte que comenzaran a retirarse, pero la retirada se volvió caótica. Parte de las tropas fueron rodeadas o capturadas, o se internaron en Prusia Oriental. El Frente Occidental sufrió una seria derrota y en octubre se retiró a Minsk. El 12 de octubre de 1920, entró en vigor el armisticio soviético-polaco y en marzo de 1921 se concluyó la paz, según la cual las regiones occidentales de Ucrania y Bielorrusia permanecieron con Polonia.
Desde un punto de vista militar, la operación de Varsovia estaba condenada al fracaso con la adopción, por parte del Comandante en Jefe, de hacer avanzar a los Ejércitos en direcciones divergentes. En otras condiciones, una maniobra para abarcar Varsovia desde el noroeste podría haber conducido a la derrota del enemigo. Sin embargo, el trabajo de reconocimiento de la primera línea no pudo detectar la ausencia de las principales fuerzas polacas al norte de Varsovia, ni confirmar la transferencia hacia el río Vepsh de las divisiones que lucharon contra el Frente Sudoeste. Tujachevski tuvo que tomar decisiones arriesgadas sin disponer de suficiente información sobre el enemigo. Además, a diferencia de las batallas de la Guerra Civil, en la operación de Varsovia las tropas de Tujachevski se enfrentaron a un enemigo más estable y moralmente más fuerte. Hay que señalar en este contexto, que Piłsudski y su equipo recibieron la gran ayuda de decodificar con cierta facilidad el sistema de comunicación radial del Ejército Rojo, por el cual se entregaban las órdenes de campaña a las tropas del frente. El primitivo código cifrado soviético era de muy baja seguridad, y los errores cometidos por los inexpertos operadores de radio eran muy graves. Los criptólogos polacos y sus comandantes eran capaces de descifrar la mayoría de órdenes de la línea de mando del Ejército Rojo, conociendo muchísimos datos y planes de antemano, incluso más allá de lo que Tujachevski y su superior, Trotski, llegaron a enterarse.

## La represión interna de la contrarrevolución

### El Frente Occidental y la Ofensiva de Bulak-Balajóvich (noviembre de 1920)
En noviembre de 1920, Tujachevski dirigió las tropas del Frente Occidental en la operación para derrotar a los destacamentos del Ejército Popular de Voluntarios del general Bulak-Balajóvich, que habían invadido Bielorrusia desde Polonia.

### El Levantamiento de Krondstadt (marzo de 1921)
Artículo principal: Levantamiento de Krondstadt
El 5 de marzo de 1921, Tujachevski fue nombrado comandante del 7° Ejército con el objetivo de reprimir el levantamiento de la guarnición de Kronstadt. Para el 18 de marzo, el levantamiento fue reprimido.

### El Levantamiento de Tambov (mayo - junio de 1921)
Artículo principal: Levantamiento de Tambov
En 1921, la RSFS de Rusia se vio afectada por levantamientos antibolcheviques, el mayor de los cuales en la Rusia europea fue un levantamiento campesino en la gobernación de Tambov. Al considerar el levantamiento de Tambov como un grave peligro, el Politburó del Comité Central, a principios de mayo de 1921, nombra a Tujachevski Comandante del Distrito Militar de Tambov con la tarea de sofocarlo lo antes posible. En consonancia con el plan desarrollado por Tujachevski, el levantamiento fue reprimido para finales de julio de 1921. En las batallas contra los destacamentos, que estaban compuestos principalmente por campesinos, Tujachevski utilizó armas químicas, artillería y aviación. También se basó en la captura y ejecución de rehenes entre los familiares de los rebeldes.
De la Orden de Tujachevski n.º 0116 del 12 de junio de 1921:

Ordeno:
Los bosques donde se esconden los bandidos hay que limpiarlos con gases venenosos, calculados con precisión para que la nube de gases sofocantes se extienda por todo el bosque, destruyendo todo lo que se esconda en él.
El inspector de artillería debe suministrar inmediatamente al campo el número requerido de cilindros con gases venenosos y los especialistas necesarios.
El jefe de las áreas de combate cumple persistente y enérgicamente esta orden. Informe de las medidas adoptadas.
Comandante de tropas Tujachevski

Jefe de Estado Mayor del Estado Mayor General Kakurin.

Orden de la Comisión de Plenipotenciarios del Comité Ejecutivo Central Panruso n.º 116 de 23 de junio de 1921 sobre el procedimiento de limpieza en vólosts y aldeas de bandidos:

La experiencia de de combate muestra una gran idoneidad para limpiar rápidamente áreas conocidas del bandolerismo utilizando el siguiente método de limpieza:

Se delinean los vólosts más gángsters, y allí van representantes de la comisión política, del departamento especial y del comando, junto con las unidades asignadas para llevar a cabo la purga. Al llegar al lugar, se acordona el vólost, se toman entre 60 y 100 de los rehenes más destacados y se introduce el estado de sitio. La entrada y salida de la parroquia debe estar prohibida durante la operación.
Posteriormente, se convoca una asamblea de pleno vólost, en la que se leen las órdenes del Comité Ejecutivo Central Panruso núm. 130 y 171 y el veredicto escrito de este vólost. A los vecinos se les da un plazo de dos horas para entregar a los bandidos y armas, así como a las familias de los bandidos, y se informa a la población que si se niegan a dar la información anterior, los rehenes tomados serán fusilados en dos horas.
Si la población no indicó a los bandidos y no entregó armas después del período de 2 horas, la asamblea se reúne por segunda vez y los rehenes tomados son fusilados frente a la población, luego de lo cual se toman nuevos rehenes y los que se han reunido para la reunión son nuevamente invitados a entregar los bandidos y las armas.
Aquellos que desean hacer esto se hacen por separado, divididos en cientos, y cada cien pasa para ser interrogado por la comisión de votación [de] representantes del departamento especial del RVT. Todos deberían testificar sin desanimarse por la ignorancia. En caso de persistencia, se llevan a cabo nuevas ejecuciones, etc. De acuerdo con el desarrollo del material obtenido de las entrevistas, se crean destacamentos expedicionarios con la participación obligatoria de las personas que dieron la información y otros vecinos del lugar [que] son enviados a atrapar a los bandidos.
Al final de la purga, se levanta el estado de sitio, se instala el comité revolucionario y se impone la milicia. Después de lo cual se toman nuevos rehenes y los que se han reunido para la reunión son nuevamente invitados a entregar los bandidos y las armas. Aquellos que desean hacer esto se hacen por separado, divididos en cientos, y cada cien pasa para ser interrogado por la comisión de votación [de] representantes del departamento especial del RVT. Todos deberían testificar sin desanimarse por la ignorancia.
El actual Comité de Plenipotenciarios del Comité Ejecutivo Central Panruso ordena aceptar el liderazgo y la ejecución inquebrantables.
Presidente de la Comisión de Plenipotenciarios del Comité Ejecutivo Central Panruso Antónov-Ovséyenko
Comandante de las tropas M. Tujachevski

Presidente del Comité Ejecutivo de la gobernación Lavrov

Orden de la Comisión de Plenipotenciarios del Comité Ejecutivo Central Panruso n.º 189 de 9 de julio de 1921 sobre la toma y ejecución de rehenes en caso de destrucción de puentes:

Las bandas derrotadas se esconden en los bosques y descargan su ira impotente sobre la población local, quemando puentes, dañando presas y otros tesoros nacionales. Para proteger los puentes, el Comité Ejecutivo Central Panruso ordena:

Tomar inmediatamente de la población de las aldeas cerca de las cuales se ubican puentes importantes, al menos cinco rehenes, a quienes, si el puente está dañado, deben ser fusilados inmediatamente.
Bajo el liderazgo de los comités revolucionarios, los residentes locales deben organizar la defensa de los puentes contra las incursiones de bandidos, así como informar a la población de la obligación de reparar los puentes destruidos a más tardar dentro 
de las 24 horas.
Esta orden debe distribuirse ampliamente en todos los pueblos y ciudades.
Presidente de la Comisión de Plenipotenciarios del Comité Ejecutivo Central Panruso Antónov-Ovséyenko
Comandante de las tropas M. Tujachevski

Presidente del Comité Ejecutivo de la gobernación Lavrov

Los documentos de archivo permiten afirmar con confianza que el uso mismo de armas químicas se limitó a unos pocos ataques con cañones de gas con una cantidad insignificante de proyectiles, llenos de una mezcla a base de cloropicrina, pero no se llegaría a realizar verdaderos ataques con gas por falta del personal capacitado.

## La reforma del Ejército Rojo

### Reforma del Ejército Rojo y Mariscal de la Unión Soviética

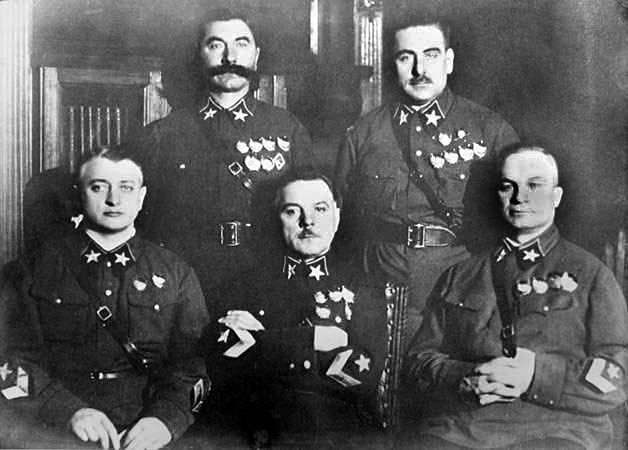
Los cinco primeros mariscales de la URSS (de izda. a dcha.): Budionni y Blücher (de pie); Tujachevski, Voroshílov y Yegórov (sentados).

Desde el 25 de julio de 1921, Tujachevski fue el jefe de la Academia Militar del Ejército Rojo y del 24 de enero de 1922 al 26 de marzo de 1924, nuevamente el comandante del Frente Occidental. El jefe de Estado Mayor, Mijaíl Frunze, lo nombrará adjunto, y en noviembre de 1925, tras su muerte, Tujachevski se convierte en jefe de Estado Mayor del Ejército Rojo, como vicecomisario de Defensa.
En este cargo culminó la transformación del ejército territorial en un ejército profesional y bien dirigido, desmovilizando milicianos de mediana calidad y reteniendo en filas sólo a los soldados más hábiles. Escribió varios libros acerca de la modernización de las fuerzas armadas y tuvo un papel preponderante en la reforma militar del Ejército Rojo. Era un convencido de las técnicas modernas de combate, basadas en la utilización de tanques y aviones junto con un rápido despliegue de infantería en puntos decisivos, a diferencia de Kliment Voroshílov y Semión Budionni, quienes aún confiaban en las "oleadas" de infantería y caballería.
En noviembre de 1935, Tujachevski recibió el rango militar más alto: Mariscal de la Unión Soviética (entre los primeros cuatro mariscales estaban Blücher, Budionni, Voroshílov y Yegórov), y en abril de 1936 fue nombrado Primer Adjunto del Comisario del Pueblo de Defensa.

### Teoría de las"Operaciones en Profundidad"
Tujachevski consideró su principal tarea preparar al Ejército Rojo para una guerra futura, permitiendo la militarización de la economía de la URSS para una preparación "a gran escala" similar a las economías de Europa Occidental durante la Primera Guerra Mundial. En enero de 1930, presentó a Voroshílov un informe sobre la reorganización de las Fuerzas Armadas de la URSS, que contenía propuestas para aumentar el número de divisiones a 250, sobre el desarrollo de la artillería, la aviación, las fuerzas de tanques y sobre los conceptos básicos de su uso en un "sistema coordinado" donde cada estado mayor determinaba el mejor modo en que cada especialidad debería colaborar con las otras. 
Los cálculos presentados en el informe, basados en la experiencia de Alemania y Francia en la Gran Guerra, incluyeron, por ejemplo, la producción de cien mil tanques por año. Stalin no aprobó las propuestas de Tujachevski, prefiriendo la modernización de la industria antes que la construcción masiva de tanques del "modelo de 1929". Insistió en el uso de equipo de doble uso (artillería terrestre-antiaérea, tractores blindados) y en la sustitución masiva de toda la artillería por cañones dinamo-jet (sin retroceso).
Pese a las críticas, Tujachevski le dedicó mucho tiempo al trabajo científico-militar, llegando a su teoría de la batalla profunda: "Tujachevski posee más de 120 obras sobre estrategia, arte operacional, táctica, educación y entrenamiento de tropas ... expresó una serie de disposiciones teóricas muy importantes". Su opinión fue que, a diferencia de la guerra anterior, tras 1918 la aviación de guerra y los tanques dejarían de ser un "auxiliar" de los infantes para ser protagonistas clave del combate junto a la infantería y artillería, y existía 

“la posibilidad, mediante la introducción masiva de tanques, de cambiar los métodos de combate y operaciones, (...) la oportunidad de crear para el enemigo condiciones repentinas para el desarrollo de innovaciones ".

Propuso así Tujachevski

“un enfoque completamente nuevo para la planificación de todo el sistema de armas, organizaciones, tácticas y entrenamiento de tropas. Una subestimación de estas posibilidades puede causar conmociones y derrotas aún mayores en una guerra futura ".

En los textos de Tujachevski se desarrolló la teoría del combate en profundidad, más la teoría de operaciones continuas en una dirección estratégica, y ya en 1931 se propusieron las formaciones mecanizadas, donde los tanques formarían batallones autónomos en el comando, sin subordinarse a los jefes de infantería, y con capacidad de actuar por sí mismos en operaciones de mediano alcance. Para esto, la mecanización de las unidades de tanques exigía que contasen con equipos de radio adecuados, para no perder tiempo en comunicarse con la infantería y coordinar ataques eficaces. Sin embargo, tales postulados recién prevalecieron a fines de 1920, manifestándose en las Regulaciones de Combate del Ejército Rojo de 1929 y en las Instrucciones de Combate Profundo de 1935. 
Los planes del "combate en profundidad" se codificaron finalmente en 1936, expresándose en las "Regulaciones Provisionales de Batalla" del Ejército Rojo, . Un ejemplo de la utilidad de estas nuevas técnicas se puede apreciar en la victoria de los soviéticos contra los japoneses en la batalla de Jaljin Gol (agosto y septiembre de 1939) cuando el joven general Gueorgui Zhúkov utilizó esas tácticas de Tujachevski para vencer en Mongolia una penetración de tropas japonesas desde Manchukuo, con una estrategia novedosa que los jefes militares nipones no esperaban. Las teorías de Tujachevski sobre el ataque en profundidad inspiraron un cambio en las estrategias de la Wehrmacht específicamente en la implementación del ataque Blitzkrieg (relámpago) y el general alemán Heinz Guderian fue uno de sus más entusiastas aplicadores, al punto que manuales secretos del Reichswehr germano citaban literalmente observaciones de Tujachevski como ideas a seguir.
Tujachevski fue partidario de una estrategia ofensiva, pero además defendió el mando unipersonal para evitar la "dispersión de órdenes", promoviendo la independencia y la iniciativa de las unidades más pequeñas como batallones y pelotones -exigiendo educar a los oficiales al mando-, y criticó duramente la política de "espera de órdenes" que "ataba" regimientos enteros a la inacción en vez de dañar al enemigo a la primera ocasión posible. Evaluó críticamente el papel de los acorazados en una guerra futura y positivamente el papel de los portaaviones. Tujachevski 

"ya en noviembre de 1932, logró el inicio del trabajo en el diseño de motores de cohetes de combustible líquido, y en septiembre de 1933 logró la creación del "Instituto de investigación de jets", que se dedicaba al desarrollo de cohetes en la URSS".

Simultáneamente, las empresas de artillería bajo auspicio de Stalin y Voroshílov no tuvieron mucho éxito; se gastaron grandes fondos en armas poco prometedoras. Los pasatiempos de L. V. Kurchevsky con proyectiles poligonales y aventurados "cañones de cohetes dínamo" resultaron ser utópicos. Solo después de la guerra se desarrollaron modelos aceptables de armas sin retroceso, pero recibieron un alcance limitado.
Tujachevski también siguió de cerca el desarrollo del pensamiento militar en Gran Bretaña, Francia y Alemania donde se analizaban nuevas tácticas de guerra de movimientos  en oposición a la Guerra de trincheras de 1914-1918. Apreció mucho el desarrollo teórico de J. F. C. Fuller, Liddell Hart y de Gaulle, aunque señaló que sus ideas no fueron aceptadas por las doctrinas militares oficiales de Reino Unido y Francia.

## Purga estalinista
Las actividades de Tujachevski para reformar las fuerzas armadas y sus puntos de vista sobre la preparación del ejército para una guerra futura encontraron resistencia y oposición en el Comisariado del Pueblo de Defensa. Los mariscales Voroshilov, Budyonny y Yegorov y los comandantes Shaposhnikov, Dybenko y Belov trataron a Tujachevski con hostilidad, mientras que varios líderes militares, como Gamarnik, Uborevich y Yakir desarrollaron una actitud profundamente crítica hacia las actividades de Voroshilov como Comisario de Defensa del Pueblo. El mariscal Zhúkov le dijo al escritor Simonov:

Hay que decir que Voroshilov, el entonces comisario del pueblo, era una persona incompetente en este papel. Hasta el final, siguió siendo un aficionado en asuntos militares y nunca los conoció profunda y seriamente (..). Y en la práctica, una parte significativa del trabajo en el Comisariado del Pueblo recaía en ese momento en Tukhachevsky, quien de hecho era un especialista militar.

Tuvieron enfrentamientos con Voroshilov y en general mantuvieron relaciones hostiles. A Voroshilov no le agradaba mucho Tukhachevsky (...) recuerdo un episodio así:  Tukhachevsky informó a Voroshilov como Comisario del Pueblo. Estuve presente en esto. Voroshilov, sobre algunos de los puntos, (...) comenzó a expresar insatisfacción y sugerir algo que no iba al grano. Tukhachevsky, después de haberlo escuchado, dijo con su voz tranquila habitual:
- Camarada Comisario del Pueblo, la comisión no puede aceptar sus enmiendas.
- ¿Por qué? - preguntó Voroshilov.

- Porque sus enmiendas son incompetentes, camarada comisario del pueblo

Según la investigación del historiador O. N. Ken, el enfrentamiento entre Voroshilov y Tujachevski, en esencia, reflejó el conflicto entre el desarrollo dirigido, orgánico y equilibrado, de las fuerzas armadas, teniendo en cuenta las capacidades económicas del país, que fue apoyado por K. E. Voroshilov, y un enfoque tecnocrático, según el cual la realidad debía de ser impulsada hacia un ideal "innovador" considerando el avance tecnológico, cuyo paladín fue M. N. Tujachevski.
Stalin se puso del lado de Voroshilov, un servidor absolutamente leal al régimen y reacio a toda crítica, y en agosto de 1936 se produjeron los primeros arrestos de líderes militares como parte de la Gran Purga de las Fuerzas Armadas: los comandantes del Ejército V. M. Primakov y V. K. Putna fueron arrestados. El 22 de mayo Tujachevski fue detenido en Kuibyshev y el 24 de mayo transportado a Moscú; el 26 de mayo, tras enfrentamientos con Primakov, Putnaya y Feldman, dio sus primeras confesiones. Tujachevski se declaró culpable de preparar una conspiración militar en el Ejército Rojo, cuyo propósito era "derrocar violentamente al gobierno y establecer una dictadura militar en la URSS". Para asegurarse el éxito, se planificó "preparar la derrota del Ejército Rojo en una futura guerra con Alemania y, posiblemente, con Japón".
El 11 de junio de 1937, Tujachevski fue acusado de organizar una «conspiración militar-trotskista» y «espionaje a favor de la Alemania Nazi», traición y preparación de actos terroristas; todos estos delito fueron imputados al Mariscal de la Unión Soviética Tujachevski, a los comandantes de primer rango Ieronim Uborévich e Iona Yakir, el comandate de segundo rango Avgust Kork y los comandantes de cuerpo -generales- Borís Feldman, Robert Eideman, Vitali Primakov y Vítovt Putna. Fueron todos sentenciados en una sesión a puerta cerrada de la Presencia Judicial Especial del Tribunal Supremo de la URSS.
A las 23 horas y 35 minutos se anunció el veredicto: condenados a muerte sin derecho a suspensión de la pena y sin posibilidad de apelación, en contra de todas las reglas de justicia militar de la URSS. Inmediatamente después, Tujachevski y el resto de los acusados fueron fusilados en el sótano del edificio del Colegio Militar de la Corte Suprema de la URSS en Moscú. La fecha de la muerte de Tujachevski puede indicarse como el 11 o el 12 de junio, y según el testimonio de testigos presentes en el fusilamiento, antes de su muerte Tujachevski gritó "¡Viva el Ejército Rojo!".
El juicio de Tujachevski marcó el comienzo de las represiones masivas en el Ejército Rojo en 1937-1938. Toda su familia (madre, esposa, hija, dos hermanos y cuatro hermanas) sufrió una cruel persecución después de su ejecución. Su madre, Mavra Petrovna, murió en el exilio. Su hija Svetlana fue enviada al orfanato Nizhneisetsky. Su esposa, Nina Evgenievna, se exilió, terminó en un gulag y fue ejecutada, suerte que también corrió su hermano Nikolay. Su hermano Alexander, el esposo de su hermana Mary y el marido de la hermana de Elizabeth, Yuri Ignatievich Arvatov, murieron asesinados de un balazo.  Su hermana Isabel y las esposas de sus hermanos Nikolay y Alejandro corrieron con suertes menos trágicas, pero de todas maneras las tres terminaron en un gulag y exiliadas. Sus hermanas Maria, Olga, y el marido de esta última también terminarían en un gulag. Su hermana Natalya fue la única que escapó de la represión, adoptando el nombre de Rostov.

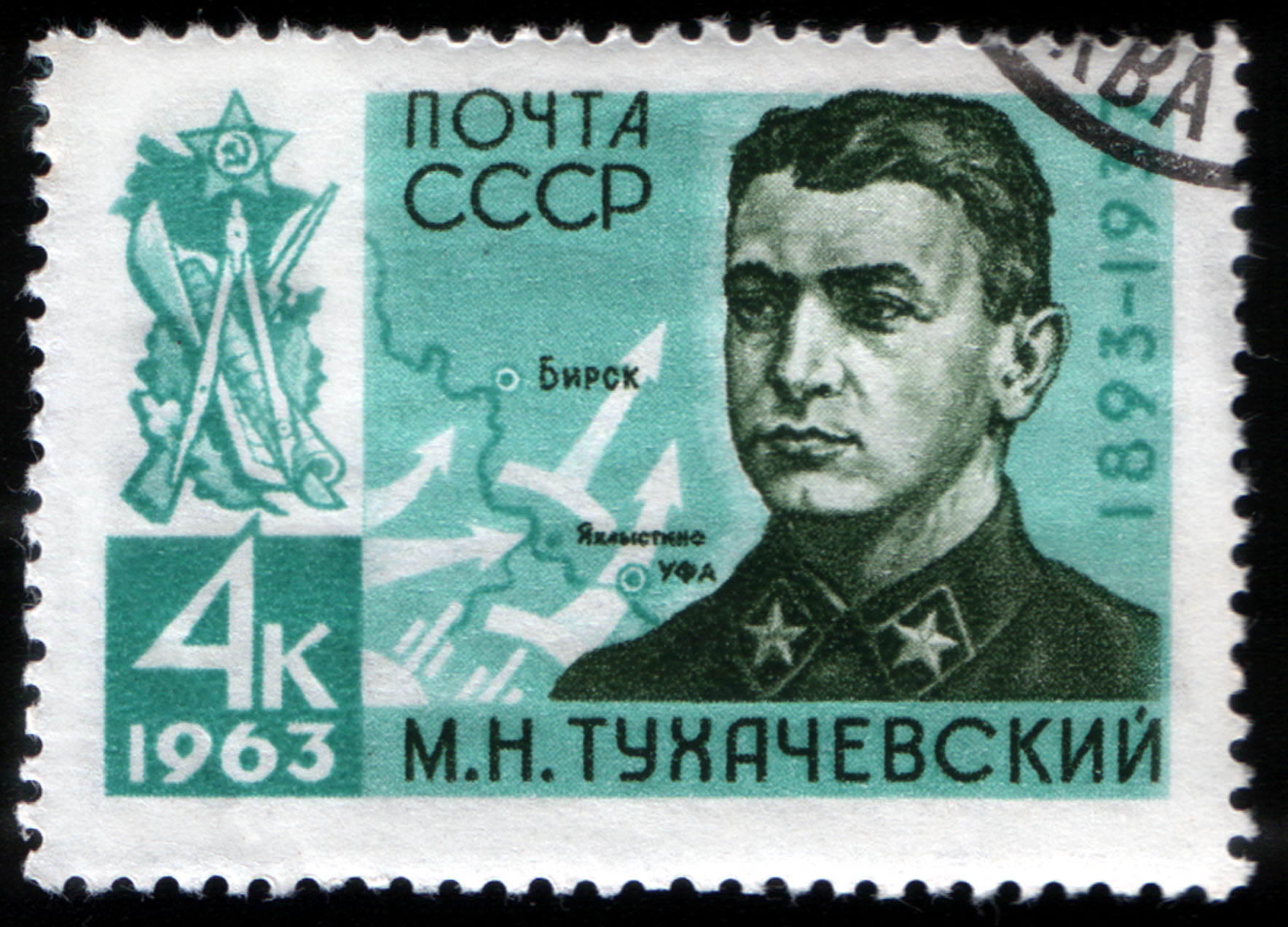
Mariscal de la Unión Soviética M. N. Tujachevski. Sello de la serie Héroes de la Guerra Civil rusa.

A causa de las grandes purgas de 1937 a 1939, las "operaciones profundas" fueron dejadas de lado por los mandos del Ejército Rojo, y no serían retomadas sino tras los primeros meses de la Gran Guerra Patriótica y siendo el principal fundamento de las grandes victorias en la batalla de Kursk y en la Operación Bagration.
Alexander Pomogaybo escribirá que las represiones de 1937-1938 le cortaron las cabezas al ejército, a la ciencia y a la industria. Considera a Tujachevski una figura destacada y da la siguiente evidencia:

El desarrollo de las radiocomunicaciones militares en la URSS fue llevado a cabo por Nikolai Mikhailovich Sinyavsky, uno de los principales asociados de Tukhachevsky. Como saben, Tukhachevsky prestó gran atención a la comunicación por radio e incluso asumió el mando de las tropas por radio. (...) Sinyavsky recibió un disparo el 29 de julio de 1938.

El Comisariado del Pueblo de Comunicaciones estaba bajo la jurisdicción de personas que tenían un conocimiento superficial de las comunicaciones (...) Khalepsky (...) Yezhov.

El 31 de enero de 1957, ya en el contexto del Deshielo de Jruschov, el mariscal Tujachevski y sus compañeros fueron declarados inocentes de todos los cargos en su contra presentados en 1936 y oficialmente rehabilitados, junto con sus familiares sobrevivientes.

## Obras
- "Obras Escogidas en 2 volúmenes" - Moscú: Publicaciones militares, 1964.
- "Guerra de clases" - Moscú: Gosizdat, 1921.
- Artículo "Lucha contra los levantamientos contrarrevolucionarios", en la revista Asuntos Militares n.º 7, 1926.
- Artículo "Lucha contra los levantamientos contrarrevolucionarios. Erradicación del bandidaje típico", en la revista Asuntos Militares n.º 8, 1926.
- "Nuestras tareas educativas y tácticas" - Moscú: Gosizdat, 1929.
- "Tácticas y entrenamiento (infantería)" - Moscú: Gosizdat, 1926, 1927.
- Artículo "Nuevas cuestiones de la guerra", en la revista Historia Militar n.º 2, 1962.